# Александра Борбей
Алекса́ндра Борбе́й (угор. Alexandra Borbély; нар. 4 вересня 1986, Нітра, Словаччина) — словацька й угорська акторка театру і кіно. Міжнародну відо́мість набула за роль у фільмі Ільдіко Еньєді «Тіло і душа» (2017).

## Біографія
Александра Борбей народилася 4 вересня 1986 року в місті Нітра в Словаччині; закінчила середню школу в Комарно. Потім здобувала освіту в Академії виконавських мистецтв у Братиславі. Згодом поїхала навчатися акторській майстерності в столицю Угорщини Будапешт. У 2012 році закінчила Університет театрального мистецтва і кіно в Будапешті та ввійшла до складу трупи угорського театру імені Йожефа Катони.
Окрім успішної роботи на театральній сцені, Александра, сценічний репертуар якої включає вистави «Занадто жарко на горі», «Дюрма», «Сирена», «Дилетанти», «Де вовк хороший», «Як вам подобається», «Світ досконалого щастя» та багато інших, спробувала себе і в кінематографі. Її дебют відбувся в 2012 році, коли вона знялася в короткометражному фільмі «069», на великому екрані акторка з'явилася в 2013 році в комедійній мелодрамі «Камінг-аут» з Шандором Чаньї.
У 2014 році Борбей долучилася до основного акторського складу музичної мелодраматичної стрічки «Свінг», а в 2015 році зіграла одну з головних ролей в кримінальній комедії «Моя ніч — ваше денне світло» (угор. Az éjszakám a nappalod) з Петером Шерером.
У 2017 році на екрани вийшла драма режисерки Ільдіко Еньєді «Тіло і душа» (в українському прокаті з 30 листопада 2017), де Александра виконала роль замкнутої й відстороненої дівчини Марії, що влаштувалася на бойню в Будапешті контролером за якістю. За роль у стрічці, що завоювала на 67-му Берлінському міжнародному кінофестивалі головний приз — «Золотий ведмідь» та Приз ФІПРЕССІ, Александра Борбей була номінована в грудні 2017-го на премію Європейської кіноакадемії в категорії «Найкраща європейська акторка», та отримала нагороду.

## Особисте життя
Александра Борбей з 2016 року перебуває в стосунках з угорським актором Ервіном Надєм, її колегою по будапештському Театру імені Йожефа Катони.

## Фільмографія
| Рік  |    | Українська назва            | Оригінальна назва      | Роль      |
| ---- | -- | --------------------------- | ---------------------- | --------- |
| 2012 | тф | 069                         |                        | дівчина   |
| 2013 | тф | Створена головоломка        | Berosált a rezesbanda  | учителька |
| 2013 | ф  | Камінг-аут                  | Coming out             | Фрузина   |
| 2014 | тф | Скриня                      | A rajzoló              | Мелінда   |
| 2014 | кф | Вихід                       | Exeat                  | Орсі      |
| 2014 | ф  | Свінг                       | Swing                  | Сандра    |
| 2015 | ф  | Моя ніч — ваше денне світло | Az éjszakám a nappalod | Шварцзне  |
| 2017 | ф  | Тіло і душа                 | Testről és Lélekről    | Марія     |

## Визнання
| Нагороди та номінації Александри Борбей | Нагороди та номінації Александри Борбей | Нагороди та номінації Александри Борбей | Нагороди та номінації Александри Борбей | Нагороди та номінації Александри Борбей |
| Рік/Дата події                          | Категорія                               | Фільм                                   | Результат                               | Прим.                                   |
| --------------------------------------- | --------------------------------------- | --------------------------------------- | --------------------------------------- | --------------------------------------- |
| Європейський кіноприз                   |                                         |                                         |                                         |                                         |
| 9.12.2017                               | Найкраща акторка                        | Тіло і душа                             | Перемога                                | [ 7 ] [ 9 ]                             |